# Женская молодёжная сборная России по волейболу
Женская молодёжная сборная России по волейболу — женская волейбольная сборная, представляющая Россию на международных молодёжных соревнованиях. Возрастной ценз игроков — до 20 лет (чемпионаты мира), до 19 лет (чемпионаты Европы). Управляющей организацией сборной выступает Всероссийская федерация волейбола. 

## История
Фактически в официальных международных соревнованиях женская молодёжная сборная России дебютировала в 1992 году на молодёжном чемпионате Европы, где выступала сборная СНГ, состоявшая только из российских волейболисток. Под флагом России молодёжная волейбольная сборная страны впервые играла только спустя два года, став чемпионом Европы на проходившем в Венгрии континентальном первенстве среди игроков с возрастным цензом до 19 лет. Годом ранее из-за организационных неурядиц российская команда пропустила молодёжный чемпионат мира.
Вплоть до 1999 года на официальных турнирах (по нечётным годам проводятся молодёжные чемпионаты мира с возрастом игроков до 20 лет, по чётным — чемпионаты Европы, где выступают игроки до 19 летнего возраста) сборная России неизменно становилась призёром, дважды выиграв мировое первенство (в 1997 и 1999) и один раз первенство Европы (в 1994). В дальнейшем на протяжении 16 лет выступления молодёжной команды России стали значительно скромнее — лишь дважды она выигрывала медали чемпионатов Европы — и лишь с 2016 начался вновь подъём результатов. В 2016 российские волейболистки под руководством Светланы Сафроновой после 22-летнего первенства стали победителями первенства Европы, а год спустя — серебряными призёрами первенства мира. В 2018, 2019 и 2021 сборная России также становилась призёром чемпионатов Европы и мира, пропустив из-за «коронавирусных» ограничений европейское первенство 2020 года.
В разные годы в составе молодёжной сборной России становились чемпионками и призёрами официальных турниров такие выдающиеся волейболистки, как Е.Година, Л.Соколова, Е.Тищенко, А.Беликова, Е.Гамова, Е.Василевская, Н.Сафронова, М.Бородакова и другие. 

## Результаты выступлений
По состоянию на начало 2022 года на счету женской молодёжной сборной России 219 официальных матчей, проведённых с 1994 года под эгидой Международной федерации волейбола и Европейской конфедерации волейбола в рамках чемпионатов мира, чемпионатов Европы среди молодёжных команд (основные и отборочные турниры). Из них выиграно 164, проиграно 55. Соотношение партий 549:255.

### Молодёжные чемпионаты мира
| Год   | Игры                 | Выигрыши             | Поражения            | С/П                  | Место |
| ----- | -------------------- | -------------------- | -------------------- | -------------------- | ----- |
| 1993  | отказ от участия     | отказ от участия     | отказ от участия     | отказ от участия     |       |
| 1995  | 7                    | 6                    | 1                    | 20:5                 | 3-е   |
| 1997  | 7                    | 7                    | 0                    | 21:4                 | 1-е   |
| 1999  | 7                    | 7                    | 0                    | 21:4                 | 1-е   |
| 2001  | не квалифицировалась | не квалифицировалась | не квалифицировалась | не квалифицировалась |       |
| 2003  | 7                    | 2                    | 5                    | 16:16                | 8-е   |
| 2005  | 7                    | 4                    | 3                    | 14:10                | 7-е   |
| 2007  | не квалифицировалась | не квалифицировалась | не квалифицировалась | не квалифицировалась |       |
| 2009  | не квалифицировалась | не квалифицировалась | не квалифицировалась | не квалифицировалась |       |
| 2011  | 8                    | 5                    | 3                    | 17:13                | 10-е  |
| 2013  | 8                    | 5                    | 3                    | 17:13                | 6-е   |
| 2015  | 8                    | 4                    | 4                    | 16:14                | 7-е   |
| 2017  | 8                    | 7                    | 1                    | 21:8                 | 2-е   |
| 2019  | 8                    | 6                    | 2                    | 20:12                | 3-е   |
| 2021  | 8                    | 5                    | 3                    | 17:13                | 3-е   |
| Всего | 83                   | 58                   | 25                   | 200:112              |       |

### Отборочные турниры молодёжных чемпионатов мира
| Год   | Игры | Выигрыши | Поражения | С/П   | Место        |
| ----- | ---- | -------- | --------- | ----- | ------------ |
| 2001  | 3    | 1        | 2         | 5:6   | 3-е в группе |
| 2003  | 3    | 3        | 0         | 9:2   | 1-е в группе |
| 2009  | 3    | 2        | 1         | 8:3   | 2-е в группе |
| 2011  | 4    | 4        | 0         | 12:0  | 1-е в группе |
| 2013  | 3    | 3        | 0         | 9:2   | 1-е в группе |
| 2015  | 3    | 3        | 0         | 9:3   | 1-е в группе |
| 2017  | 3    | 3        | 0         | 9:2   | 1-е в группе |
| Всего | 22   | 19       | 3         | 61:18 |              |

### Молодёжные чемпионаты Европы
| Год   | Игры             | Выигрыши         | Поражения        | С/П              | Место |
| ----- | ---------------- | ---------------- | ---------------- | ---------------- | ----- |
| 1994  | 7                | 7                | 0                | 21:2             | 1-е   |
| 1996  | 7                | 6                | 1                | 18:3             | 2-е   |
| 1998  | 7                | 5                | 2                | 18:6             | 2-е   |
| 2000  | 7                | 4                | 3                | 17:15            | 4-е   |
| 2002  | 7                | 3                | 4                | 11:14            | 6-е   |
| 2004  | 7                | 6                | 1                | 18:6             | 3-е   |
| 2006  | 7                | 4                | 3                | 15:11            | 4-е   |
| 2008  | 7                | 6                | 1                | 18:9             | 2-е   |
| 2010  | 7                | 4                | 3                | 14:11            | 7-е   |
| 2012  | 7                | 4                | 3                | 15:12            | 4-е   |
| 2014  | 7                | 4                | 3                | 17:13            | 7-е   |
| 2016  | 7                | 6                | 1                | 19:5             | 1-е   |
| 2018  | 7                | 6                | 1                | 20:7             | 2-е   |
| 2020  | отказ от участия | отказ от участия | отказ от участия | отказ от участия |       |
| 2022  | дисквалификация  | дисквалификация  | дисквалификация  | дисквалификация  |       |
| Всего | 91               | 65               | 26               | 221:114          |       |

### Отборочные турниры молодёжных чемпионатов Европы
| Год   | Игры | Выигрыши | Поражения | С/П   | Место        |
| ----- | ---- | -------- | --------- | ----- | ------------ |
| 2002  | 5    | 5        | 0         | 15:2  | 1-е в группе |
| 2004  | 5    | 5        | 0         | 15:4  | 1-е в группе |
| 2012  | 5    | 5        | 0         | 15:1  | 1-е в группе |
| 2014  | 3    | 2        | 1         | 7:3   | 2-е в группе |
| 2016  | 3    | 3        | 0         | 9:1   | 1-е в группе |
| 2018  | 2    | 2        | 0         | 6:0   | 1-е в группе |
| Всего | 23   | 22       | 1         | 67:11 |              |

## Составы
- МЧЕ-1994: Татьяна Буцкая, Елена Година, Ирина Донец, Анна Паженина, Наталья Сафронова, Юлия Свистина, Любовь Соколова, Александра Сорокина, Юлия Суханова, Наталья Шигина, Наталья Юрасова, Лариса Яровенко. Тренер — Валерий Юрьев.
- МЧМ-1995: Татьяна Буцкая, Елена Година, Ирина Донец, Наталья Жарова, Мария Лихтенштейн, Наталья Сафронова, Любовь Соколова, Александра Сорокина, Юлия Суханова, Елизавета Тищенко, Наталья Шигина, Лариса Яровенко. Тренер — Михаил Омельченко.
- МЧЕ-1996: Анна Артамонова, Анастасия Беликова, Елена Василевская, Анжела Гурьева, Олеся Макарова, Наталья Овчинникова, Елена Плотникова, Наталья Сафронова, Елена Сенникова, Ирина Тебенихина, Елена Фильманович, Ольга Чуканова. Тренер — Валерий Юрьев.
- МЧМ-1997: Анна Артамонова, Анастасия Беликова, Елена Василевская, Екатерина Гамова, Татьяна Горшкова, Анжела Гурьева, Марина Иванова, Елена Плотникова, Наталья Сафронова, Ирина Тебенихина, Ольга Чуканова, Екатерина Шицелова. Тренер — Валерий Юрьев.
- МЧЕ-1998: Анна Артамонова, Анна Великанова, Екатерина Гамова, Татьяна Горшкова, Анжела Гурьева, Ольга Коновалова, Олеся Макарова, Анна Попова, Валерия Пушненкова, Ольга Чуканова, Екатерина Шицелова, Анастасия Ярцева. Тренер — Валерий Юрьев.
- МЧМ-1999: Анна Артамонова, Анна Великанова, Екатерина Гамова, Татьяна Горшкова, Анжела Гурьева, Ольга Коновалова, Елена Константинова, Евгения Кузянина, Олеся Макарова, Валерия Пушненкова, Ольга Чуканова, Екатерина Шицелова. Тренер — Валерий Бардок.
- МЧЕ-2004: Татьяна Ализарова, Анна Арбузова, Анна Бескова, Мария Бородакова, Екатерина Кабешова, Анна Коснырева, Наталья Назарова, Александра Пасынкова, Анастасия Присягина, Ольга Сажина, Татьяна Солдатова, Вера Улякина. Тренер — Ришат Гилязутдинов.
- МЧЕ-2008: Екатерина Богачёва, Ольга Ефимова, Анна Киселёва, Анна Коновалова, Ксения Наумова, Екатерина Панкова, Дарья Писаренко, Ирина Смирнова, Ирина Уралёва, Виктория Червова, Ольга Шукайло, Татьяна Щукина. Тренер — Вадим Кирьянов.
- МЧЕ-2016: Инна Балыко, Мария Воробьёва, Анна Котикова, Елизавета Котова, Ангелина Лазаренко, Александра Оганезова, Ксения Плигунова, Алина Подскальная, Виктория Руссу, Анастасия Стальная, Анастасия Станкевичуте, Марина Тушова. Тренер — Светлана Сафронова.
- МЧМ-2017: Мария Воробьёва, Ольга Зубарева, Анна Котикова, Елизавета Котова, Ангелина Лазаренко, Александра Оганезова, Алина Подскальная, Виктория Руссу, Дарья Рысева, Ксения Смирнова, Анастасия Стальная, Анастасия Станкевичуте. Тренер — Вадим Панков.
- МЧЕ-2018: Александра Борисова, Юлия Бровкина, Ольга Зверева, Татьяна Кадочкина, Полина Матвеева, Екатерина Пипунырова, Виктория Пушина, Вероника Распутная, Ирина Соболева, Валерия Шевчук, Варвара Шепелева, Оксана Якушина. Тренер — Александр Кариков.
- МЧМ-2019: Александра Борисова, Юлия Бровкина, Ольга Зверева, Есения Мишагина, Екатерина Пипунырова, Виктория Пушина, Вероника Распутная, Елизавета Фитисова, Валерия Шевчук, Полина Шеманова, Варвара Шепелева, Оксана Якушина. Тренер — Игорь Курносов.
- МЧМ-2021: Вита Акимова, Валерия Горбунова, Дарья Заманская, Виктория Кобзарь, Татьяна Костина, Елизавета Кочурина, Валерия Перова, Татьяна Селютина, Наталья Слаутина, Наталья Суворова, Анастасия Чернова, Варвара Шубина. Тренер — Игорь Курносов.

## Тренеры
| - 1993—1994 — Валерий Юрьев - 1995 — Михаил Омельченко - 1996—1998 — Валерий Юрьев - 1999 — Виктор Бардок - 2000—2002 — Валерий Юрьев - 2003 — Павел Матиенко - 2004—2005 — Ришат Гилязутдинов - 2006—2007 — Ирина Беспалова | - 2008—2011 — Вадим Кирьянов - 2012—2014 — Светлана Сафронова - 2015 — Пётр Кобрин - 2016 — Светлана Сафронова - 2017 — Вадим Панков - 2018 — Александр Кариков - с 2019 — Игорь Курносов |

## Состав
Молодёжная сборная России на чемпионате мира 2021.
| №  | Имя, фамилия       | Год рождения | Рост | Амплуа      | Клуб                                 |
| -- | ------------------ | ------------ | ---- | ----------- | ------------------------------------ |
| 1  | Елизавета Кочурина | 2002         | 190  | центральная | «Протон» Саратов                     |
| 2  | Валерия Перова     | 2002         | 176  | либеро      | «Липецк» Липецк                      |
| 3  | Татьяна Селютина   | 2002         | 183  | связующая   | «Уралочка-НТМК» Свердловская область |
| 5  | Анастасия Чернова  | 2002         | 185  | нападающая  | «Протон» Саратов                     |
| 6  | Татьяна Костина    | 2002         | 185  | нападающая  | «Динамо-Ак Барс» Казань              |
| 7  | Дарья Заманская    | 2004         | 181  | нападающая  | «Динамо-Ак Барс» Казань              |
| 8  | Вита Акимова       | 2002         | 197  | нападающая  | «Динамо-Метар» Челябинск             |
| 12 | Наталья Суворова   | 2004         | 191  | центральная | «Северянка» Череповец                |
| 13 | Варвара Шубина     | 2002         | 173  | либеро      | «Спарта» Нижний Новгород             |
| 15 | Валерия Горбунова  | 2003         | 192  | нападающая  | «Липецк» Липецк                      |
| 16 | Наталья Слаутина   | 2002         | 190  | центральная | «Липецк» Липецк                      |
| 18 | Виктория Кобзарь   | 2004         | 183  | связующая   | «Смена» Череповец                    |

- Главный тренер — Игорь Курносов.
- Тренер — Алексей Королёв.